# Julia Giusti
Julia Giusti (Buenos Aires, 1906 - ibídem, 30 de julio de 1991) fue una primera actriz de radioteatros y cine argentina.

## Carrera
Julia Giusti fue una actriz muy popular en el medio radial durante las primeras décadas del siglo XX. Formó pareja con actores de primera línea como Jorge Lanza, Manuel Ferradás Campos, Alberto del Solar, Omar Aladio (por Radio Mitre) y el autor y galán Osvaldo Médici.
Figura fuertemente ligada al peronismo, Giusti fue una aclamada intérprete radial de la talla de Olga Casares Pearson, Susy Kent, Mecha Caus, Carmen Valdez, Blanca del Prado, Nora Cullen, Mercedes Carné, Celia Juárez y Julia de Alba.
Integra la Compañía radioteatral "Remembranzas"  bajo la dirección de Luis Solá, junto a Rosario Serrano, Jorge de la Riestra, Raquel Orqueando, Alberto D Barbosa, Pedro Abrain, Claudio Castel, Tito Ramos y Alfredo Juárez.
En televisión, en 1953 protagonizó por Canal 7 durante los tres meses en que estuvo el programa en el aire, Peter Fox vuelve o Peter Fox ha vuelto, con libretos de Miguel de Calasanz y un elenco en el que estaban Luis Sorel, María Aurelia Bisutti y Miguel Dante. Luego volvió al programa al retornar el mismo a la televisión en 1959 bajo el título Peter Fox lo sabía, programa inspirado en Sherlock Holmes. En esta saga de un deductivo investigador de casos policiales de prosapia sajona donde también trabajó Manolita Serra.
En la pantalla chica se lució en roles secundarios en unas 6 películas en la época de oro del cine argentino, junto a estrellas del momento como Tita Merello, Santiago Gómez Cou, Zully Moreno, Andrés Mejuto, Nathán Pinzón, Ricardo Trigo, Arturo de Córdova, entre otras.
Primera actriz radiotelefónica desde 1937 hasta 1960, tuvo  destacada actuación en Radio Prieto y Radio Belgrano. En la década del '50 hizo giras por todo el litoral uruguayo, y por Entre Ríos.
Su hermana, Chela Giusti, también incursionó en el ambiente de la actuación.

## Trabajos en radio
- Tierra de esperanzas en 1939.
- Gran pensión el campeonato, popular programa y cita obligada de todos los domingos de la década del '40. Donde encarnó el personaje de "Titina Campeonato".[6]
- Estampas porteñas, emitida por Radio Belgrano y escrita por Arsenio Mármol. Junto a Yaya Suárez Corvo.
- El oro blanco, de dos meses de emisión, trabajando junto a Eva Duarte, Horacio Priani, Chela Giusti, Jan Fassi, Alberto Plaussy y Mario Fag.
- Reina y pordiosera.
- El linyera negro en 1951.

## Filmografía
- 1950: Captura recomendada.
- 1950: Arrabalera.
- 1950: Nacha Regules.
- 1951: Mujeres en sombra.
- 1951: El extraño caso del hombre y la bestia.
- 1958: El secuestrador.[7]